# Devil May Cry 5
Devil May Cry 5 (デビルメイクライ5?, Debiru Mei Kurai 5) è un videogioco d'azione hack and slash del 2019, sviluppato e pubblicato da Capcom l'8 marzo 2019 per PlayStation 4, Xbox One e Microsoft Windows. Il 10 novembre 2020 viene pubblicato Devil May Cry 5 Special Edition, una versione ampliata del gioco disponibile per Xbox Series X/S e PlayStation 5. Si tratta del quinto capitolo della serie di videogiochi Devil May Cry.

## Trama
La storia si svolge cinque anni dopo gli eventi di Devil May Cry 4. Nero ha aperto la propria agenzia di caccia-demoni all'interno di un furgone che mostra l'insegna al neon Devil May Cry, con l'aiuto della sua fidanzata Kyrie e della spumeggiante armaiola Nico. Un giorno si presenta alla sua porta un misterioso uomo incappucciato, che gli strappa il braccio destro, cui è attaccato il Devil Bringer, e libera tramite esso il potere della spada Yamato, appartenuta al fratello di Dante, Vergil, con la quale apre un portale per gli inferi per poi sparirvi dentro. Giorni dopo, un enigmatico personaggio di nome V si presenta all'ufficio dello stesso Dante e lo assolda assieme a Trish e Lady per sconfiggere Urizen, un potentissimo demone che è tornato dalla morte. Il gruppo si reca quindi a Redgrave City, città nella quale Dante aveva passato l'infanzia con Vergil e la loro madre Eva: qui Urizen ha piantato un albero demoniaco denominato Qliphoth, che si nutre del sangue degli esseri umani. Anche Nero si è recato in città per vendicarsi di Urizen, che viene rivelato essere il misterioso uomo che gli ha strappato il braccio. I cacciatori di demoni e V si fanno strada nelle viscere del Qlipoth e giungono al cospetto di Urizen, che tuttavia si rivela estremamente potente e sconfigge Dante, infrangendo perfino la sua spada Rebellion; il destino di Trish e Lady è incerto, mentre Nero riesce a scappare con l'aiuto di V.
Un mese dopo, Nero torna in città con il Devil Breaker, un'arma-protesi che sostituisce il braccio che ha perso; al suo fianco c'è anche V, a sua volta accompagnato da Shadow, Griffon e Nightmare, tre demoni che lui evoca perché combattano al posto suo. I due si fanno strada nella città distrutta sconfiggendo numerosi demoni e creature mostruose, scoprendo che tutti sono alla ricerca del frutto del Qliphoth, nato dal sangue umano sacrificato: chiunque lo mangi diventerà il re degli inferi (perfino Mundus se ne è nutrito per diventare così potente da governare l'Inferno). Nero affronta il demone Artemis, scoprendo che al suo interno vi è Lady, usata da Urizen come nucleo (e stessa sorte sembra essere toccata a Trish), mentre V recupera Sparda, la spada del padre di Dante, ma scopre di non poterne usare i poteri, li usa invece per risvegliare il cacciatore trovato privo di sensi.
Dante si mette subito a caccia di Urizen. Dopo aver salvato anche Trish all'interno del Cavaliere Angelo, il cacciatore di demoni e la donna scoprono che Urizen è in realtà la metà demoniaca di suo fratello Vergil, che, trafiggendosi con la Yamato, si è in qualche modo scisso ed è riuscito a separarla dalla sua metà umana, incarnatasi in V. Dante, dopo essere giunto a ciò che resta della sua vecchia dimora, comprende dunque il motivo per cui Sparda gli ha lasciato Rebellion: se Yamato può separare la parte umana da quella demoniaca, Rebellion può liberare completamente il potere demoniaco; così si trafigge a sua volta con ciò che resta della spada, e libera il potere demoniaco più potente in assoluto, il Sin Devil Trigger e materializza una nuova spada, questa volta interamente sua che chiamerà Dante.
Nel frattempo Nero raggiunge di nuovo Urizen e lo affronta, ma di nuovo viene sopraffatto dal demone; Dante arriva giusto in tempo per salvarlo, ma Urizen scappa prima di poter essere sconfitto, dirigendosi verso il frutto del Qlipoth. Dante, Nero e V si dividono e affrontano molti nemici per raggiungere di nuovo Urizen; il primo ad arrivare è Dante, che utilizza il suo nuovo potere per sconfiggere con relativa facilità il demone, anche se questi è diventato più forte grazie al frutto. Poco prima che possa dargli il colpo di grazia, giunge V, il cui corpo si sta deteriorando: con l'inganno riesce a ricongiungersi a Urizen, resuscitando in questo modo Vergil.
Dante attacca suo fratello, ma questi lo batte facilmente e scompare in un portale demoniaco. Nero gli corre dietro per affrontarlo, ma Dante gli rivela la verità: il ragazzo è in realtà il figlio di Vergil, una cosa che già aveva sospettato quando si sono incontrati cinque anni prima, che si sono confermati quando ha attratto a sé Yamato, e lui non vuole che la sete di vendetta lo porti a uccidere suo padre. Nico, Trish, Lady e Nero scappano dal Qlipoth mentre esso esplode; Dante, nel frattempo, insegue Vergil e affronta Griffon, Shadow e Nightmare, che si rivelano manifestazioni dei suoi ricordi quando era Nelo Angelo. I tre scelgono volontariamente di essere sconfitti per alleviare i traumi di Vergil.
Dante raggiunge Vergil e ingaggia con lui una furiosa battaglia, nel corso della quale gli rivela la vera identità di Nero. Quest'ultimo, intanto, devastato e confuso dall'aver scoperto di essere un mezzo demone, decide di rimanere sul Qliphoth; dopo un dialogo commovente con Kyrie, il ragazzo comprende che, nonostante una parte di lui appartenga agli inferi, la sua metà umana gli consente di essere buono e valoroso: a questa rivelazione, Nero riottiene il suo braccio e con esso tutti i suoi poteri.
Nero corre sul campo di battaglia un attimo prima che Dante e Vergil trasformati in demoni si uccidano a vicenda: i due rimangono sorpresi che anche lui si sia trasformato in un demone dall'aspetto simile allo spirito incarnato nel Devil Bringer; il ragazzo chiede che la loro eterna rivalità termini con la pace, ma nessuno dei due lo desidera. Nero allora propone a Vergil di affrontarlo al posto di Dante: se vincerà, avrà sconfitto sia suo figlio che suo fratello. Vergil accetta, ma i nuovi poteri di Nero sono immensi e il ragazzo riesce a metterlo al tappeto. A quel punto, Vergil si dichiara sconfitto e decide di seguire Dante in un viaggio senza ritorno negli inferi alle radici del Qliphoth, ormai senza controllo, che va fermato prima che distrugga il mondo intero. Prima di partire, Vergil dona a Nero il libro di William Blake che leggeva nei panni di V, chiedendogli di diventare più forte in vista del loro prossimo incontro.
Grazie al sacrificio di Dante e Vergil, il Qliphoth muore. Nero e Nico restano a Redgrave City per eliminare i demoni sopravvissuti; Trish e Lady vengono invece ingaggiate da Morrison (al quale Dante aveva lasciato l'ufficio prima degli eventi del gioco) per una misteriosa missione. Negli inferi, Dante e Vergil si combattono eternamente senza che ci sia un vincitore, sia perché ormai la loro potenza è identica, sia perché vengono costantemente interrotti dai demoni; i loro rapporti, tuttavia, sembrano molto migliorati, tanto che la loro sfida è apertamente più amichevole. Il gioco termina mentre Dante, nel combattere l'ennesimo esercito di demoni, grida la sua frase tipica: "Jackpot!". Si intuisce però che i due fratelli torneranno presto nel mondo umano, poiché come nei capitoli precedenti, non è la prima volta per loro fare viaggi avanti e indietro tra il mondo dei demoni e quello umano.

## Modalità di gioco
Il giocatore potrà impersonare Dante e Nero, oltre ad un nuovo personaggio, chiamato "V". La modalità di gioco riprende vari elementi tipici della serie Devil May Cry, a partire dall'attenzione per un'azione dinamica e coreografica. Il giocatore combatte contro orde di demoni utilizzando attacchi ed armi di vario tipo, e alla fine di ogni battaglia riceve un punteggio basato su diversi fattori, come la varietà degli attacchi, la lunghezza delle combo effettuate e l'abilità nello schivare gli attacchi nemici; anche la musica del gioco varierà in base al comportamento del giocatore in battaglia.
Nero è equipaggiato con la sua spada Red Queen, il suo revolver Blue Rose e un nuovo braccio robotico, chiamato "Devil Breaker" e dotato di varie abilità, tra cui il poter afferrare i nemici da lontano o fermare il tempo per immobilizzarli. Dante, invece, oltre alla sua iconica spada Rebellion, combatte utilizzando due nuove Devil Arm: due armi simili a motoseghe che può combinare per creare una motocicletta, chiamata "Cavaliere", e Balrog, un set di guanti e stivali infuocati che Dante utilizza per sferrare mosse di arti marziali. Il terzo personaggio giocabile, "V", combatte principalmente evocando tramite un libro tre entità magiche chiamate Shadow, Griffon e Nightmare (presenti inoltre come boss nel primo capitolo della serie) e utilizza un bastone per finire i nemici, poiché non possono essere distrutti definitivamente dalle tre creature.

## Nemici
- Empusa: esseri insettiformi che ricordano le formiche. Sono tra i nemici più deboli, possiedono scarsa forza e resistenza e possono essere abbattute con pochi colpi.
- Empusa verde: simili alle Empusa normali, ma molto più piccole. Sono in grado di volare e possono rigenerare i nemici. Tuttavia, sono molto deboli e se uccise prima che possano curare i demoni, rilasciano sfere verdi.
- Empusa rossa: Empusa dotate di una grande sacca rossa, che rilasciano sfere rosse ogni volta che vengono colpite. Molto restie a combattere, tendono a fuggire quando vedono un nemico.
- Hell Caina: esseri scheletrici, coperti da una lunga tunica nera e armati di falce. Sono tra i nemici più comuni dopo le Empusa.
- Hell Antenora: sono degli Hell Caina che sono stati torturati fino a trasformare il proprio corpo. Sono armati di due enormi mannaie e, ogni volta che vengono atterrati, si rialzano caricando verso i nemici, godendo di una temporanea semi-invulnerabilità.
- Hell Judecca: si presentano come demoni scheletrici, il cui corpo è contornato da una sorta di filamento viola. Le due affilate falci che hanno al posto delle braccia possono essere utilizzate non solo per attaccare, ma anche per evocare altri Hell Antenora o Hell Caina in combattimento. Possiedono, inoltre, la capacità di teletrasportarsi.
- Pyrobat: enormi pipistrelli, in grado di sputare getti o palle di fuoco. Sono vulnerabili al ghiaccio e all'elettricità.
- Death Scissors: demoni appartenenti alla famiglia dei Sins, già apparsi nel primo episodio della serie. Sono esseri per la maggior parte incorporei, muniti di falci simili a forbici che costituiscono la loro principale forma di attacco e di protezione. Una volta che le forbici vengono distrutte, diventano estremamente vulnerabili. Attaccando nel momento in cui sferrano un fendente, è possibile renderle indifese per un paio di secondi, cosa che consente di ucciderle con un singolo colpo.
- Riot: rettili antropomorfi armati di artigli retrattili. Sono estremamente agili e possono attaccare compiendo balzi improvvisi, cogliendo di sorpresa le proprie prede. Occasionalmente, possono anche usare la loro coda come arma difensiva.
- Empusa regina: sono le matriarche della famiglia delle Empusa. Estremamente più grosse di un'empusa normale, sono anche molto resistenti ed attaccano sfoderando potenti fendenti con le loro zampe anteriori. Possono inoltre compiere grandi balzi ed afferrare le prede, per poi ferirle con le loro potenti mandibole.
- Proto Angelo: demoni cavalieri, che si presentano dotati di un'armatura estremamente resistente e un'enorme spada. Lottano spesso sulla difensiva, sfoderando attacchi al momento opportuno. L'estetica e lo stile di lotta richiamano molto quello di Nelo Angelo.
- Scudo Angelo: soldati guidati dai Proto Angelo, sono cavalieri armati di spada e uno scudo. Così come i loro generali, tendono a difendersi molto spesso e a sferrare contrattacchi, seppur molto più deboli e lenti di quelli dei loro superiori.
- Baphomet: demone che richiama la figura del celebre Bafometto. Sono esseri che si muovono levitando a mezz'aria, sfruttando il potere elementale del ghiaccio per generare spuntoni dal terreno o micidiali proiettili a distanza. Hanno anche la capacità di concentrare tutta la loro energia magica, per poi sprigionarla, ghiacciando ogni essere che si trova nelle vicinanze.
- Behemot: enormi creature simili a coccodrilli su due zampe. Inizialmente, il corpo è costretto in diverse catene e la testa chiusa dentro una sorta di museruola, limitandosi quindi a caricare il nemico a testa bassa e scavare tunnel sottoterra, dai quali poi riemergono per attaccare. Dopo aver subito diversi danni, catene e museruola si spezzano, rivelando due grossi tentacoli che fuoriescono dalla bocca. In questo caso, i Behemot diventano molto più aggressivi e possono spiccare grandi balzi.
- Nobody: bizzarri demoni a 4 zampe, dotati di una protuberanza, molto simile a un grande braccio, posta sulla schiena. A causa della loro conformazione fisica e dei loro movimenti erratici, è difficile capire cosa stiano effettivamente facendo. Possono attaccare sia balzando addosso al nemico che utilizzando il loro potente braccio, che può afferrare e stritolare le prede. Durante il combattimento, possono disporre di 3 maschere che indosseranno sul volto, ognuna delle quali comporta diverse abilità. Possono anche eseguire una sorta di danza, con la quale assorbono e consumano velocemente il Devil Trigger del giocatore.
- Chaos: molto simili ai Riot, la differenza è che i Chaos hanno una lunga serie di scaglie lungo tutta la spina dorsale e che arrivano fino alla punta della coda. Il loro attacco principale consiste nel girare più volte su loro stessi, come una sorta di ruota, per poi partire a grande velocità contro gli avversari, utilizzando le scaglie a loro vantaggio. Se colpite con armi da fuoco potenti o attacchi in modalità Devil Trigger, le scaglie si distruggono, costringendo così i Chaos a combattere corpo a corpo.
- Hellbat: imponenti pipistrelli interamente composti da fuoco. Dispongono di tutti gli attacchi dei Pyrobat e possono prodigarsi in lunghi getti di fuoco, che danneggiano nel tempo i nemici. Quando subiscono diversi danni, il loro stomaco si gonfia per poi esplodere, danneggiando ogni essere nei paraggi.
- Fury: demoni che hanno affinato le loro abilità di caccia, fino a diventare predatori pressoché imbattibili. Non attaccano mai direttamente, ma sfruttano la loro temporanea invisibilità e sorprendente velocità per attaccare di sorpresa. Dispongono di artigli retrattili sul braccio destro, che usano in diversi modi. Diventano temporaneamente vulnerabili se i loro attacchi vengono respinti con il giusto tempismo.
- Lusachia: esseri che si sono perfezionati nell'utilizzo della magia, pagando però con la loro forma fisica, diventando corpi informi dotati di svariate bocche, che levitano costantemente. Dispongono di attacchi esclusivamente a distanza e possono generare una sorta di buco nero, con il quale provocano ingenti danni.

### Boss
- Urizen: l'autoproclamatosi signore delle tenebre, il cui unico scopo è ottenere sempre più potere. Egli è in realtà la parte puramente demoniaca di Vergil, il quale usò Yamato per scindere la sua essenza umana da quella soprannaturale. È un enorme demone, dotato di svariati occhi, che verrà affrontato in tre forme diverse e che si serve di una sorta di cristallo fluttuante per proteggersi dagli attacchi. Dispone di svariati attacchi magici e, una volta mangiato il frutto del Qliphot, guadagna attacchi fisici estremamente veloci e potenti.
- Radici del Qlipoth: sono le radici del Qliphot, l'albero demoniaco sorto al centro di Redgrave City. Sono costituite da diversi tentacoli affilati, che agitano in aria per difendersi. Durante le missioni, è possibile trovare diversi di questi tentacoli che escono dal sottosuolo, che però possono essere facilmente distrutti.
- Goliath: un'enorme bestia umanoide, dotata di 4 occhi e di grandi corna. Attacca con le sue enormi braccia, ma può compiere grandi salti e generare una potente onda d'urto per respingere i nemici. Occasionalmente, può raccogliere oggetti o resti di automobili e ingoiarli con la bocca all'altezza dello stomaco, per poi rilasciarli sotto forma di massi incandescenti, che scaraventa contro gli avversari. Dai resti del suo corno, Nico creerà il Punch Line, un Devil Breaker per Nero.
- Artemis: un demone alato dalle sembianze femminili, creato da Urizen, il quale ha fuso il corpo di Lady con l'arma demoniaca Artemis. Sfrutta dei raggi viola per attaccare. All'occorrenza, può servirsi di due appendici volanti, che sparano ulteriori raggi e fungono da distrazione. Alla fine dello scontro, Nero taglierà il corpo del demone in due per liberare Lady, imprigionata al suo interno.
- Nidhogg: mostro parassita, che sfrutta le radici del Qliphot per sbarrare la strada a V. Si presenta come un corpo umano fuso con un tentacolo, armato di due lame affilate, spalleggiato in battaglia da altri tre tentacoli muniti di grandi fauci alle estremità. I suoi attacchi sono molto erratici e non è raro che si ritiri temporaneamente dalla battaglia per lasciare combattere i suoi "sottoposti".
- Elder Geryon Knight: questo boss è in realtà il demone Cavaliere Angelo in groppa al cavallo demoniaco Geryon, animale in passato già sconfitto da Dante, la cui principale abilità è il controllo del tempo, Sfrutta il suo potere per rallentare i nemici, consentendo così a Cavaliere di colpirli indisturbato.
- Gilgamesh: creatura imponente affrontata da Nero, simile a un insetto e a uno scarafaggio, che si muove su quattro zampe. Il suo punto debole è una protuberanza sulla schiena, che però difende sfoderando potenti spuntoni dalla sua corazza. È possibile danneggiare un punto specifico delle zampe, che consente poi a Nero di spiccare grandi balzi per poter raggiungere il suo dorso. Un pezzo della sua corazza sarà utilizzato da Nico per creare il Rawhide.
- Cavaliere Angelo: è colui che cavalcava Geryon nel precedente scontro. Così come Artemis, è un demone creato da Urizen, sfruttando stavolta Trish come vessillo. Esteticamente richiama molto Nelo Angelo, la sua arma è una grossa spada che può variare di forma e dimensione, composta da 4 lame. Può attaccare sia dalla distanza che da vicino, sfruttando il potere dell'elettricità. Una volta sconfitto, i pezzi della sua armatura che Dante staccherà per liberare Trish, si fonderanno con una motocicletta, sbloccando l'arma Cavaliere.
- Malphas: demone femminile composto da 3 teste, fuso ad un gigantesco corpo simile ad un uccello. È fedele alla causa di Urizen e si impegna a far sì che possa raggiungere il suo scopo. Può creare varchi spazio-temporali, tramite i quali attaccare i propri nemici, ed è in grado di avviare un processo per ripristinare parte della propria energia.
- King Cerberus: il re della tribù dei Cerberus, una specie demoniaca di cani a 3 teste che fungono da guardiani ai vari varchi dell'inferno e che Dante affrontò già in passato, alle porte del Temen-Ni-Gru. A differenza dei suoi sottoposti, King Cerberus vanta l'utilizzo di tre poteri elementali, uno per ogni testa: ghiaccio, fuoco ed elettricità. Molto aggressivo e pericoloso, può sfoderare attacchi sia ravvicinati che a distanza. Una volta sconfitto, Dante riceverà in dono l'arma King Cerberus, un nunchaku a 3 teste, che gli consente di usare i 3 poteri del demone.
- Griffon, Shadow e Nightmare: sono i 3 demoni che hanno accompagnato V nel suo viaggio. Quando questi si ricongiunge a Urizen, i 3 decidono di fronteggiare Dante, pur consapevoli di non poterlo battere, dato che con il loro sacrificio vogliono liberare la mente di Vergil dai ricordi di quando era Nelo Angelo una volta per tutte. A battaglia conclusa, Griffon avverte Dante che se loro l'hanno fatto faticare, non sarà mai pronto a fronteggiare Vergil, per poi morire accanto ai suoi compagni, rispettosamente salutato da Dante.
- Vergil: fratello di Dante, ha riacquisito la sua forma originaria dopo che V si è ricongiunto ad Urizen. Avendo raggiunto il suo potenziale massimo, può sprigionare il Sin Devil Trigger. Ha inoltre la capacità di creare un clone olografico di sé stesso, che lo assiste in battaglia. Dopo lo scontro con Dante, fronteggerà suo figlio Nero, che però riuscirà a sconfiggerlo. A seguito di ciò, mette da parte i dissapori col fratello e, con lui, si reca alla base del Qliphot per distruggerlo una volta per tutte.

## Doppiaggio
Di seguito sono riportati i doppiatori in lingua inglese e lingua giapponese dei personaggi; il gioco non è provvisto di un doppiaggio in lingua italiana:
| Personaggio                | Doppiatore                            | Giappone (bandiera)                     |
| -------------------------- | ------------------------------------- | --------------------------------------- |
| Dante                      | Reuben Langdon                        | Toshiyuki Morikawa                      |
| Nero                       | Johnny Yong Bosch                     | Kaito Ishikawa                          |
| V                          | Brian Hanford                         | Kōki Uchiyama                           |
| Trish                      | Wendee Lee                            | Atsuko Tanaka                           |
| Lady                       | Kate Higgins                          | Fumiko Orikasa                          |
| Nicoletta "Nico" Goldstein | Faye Kingsley                         | Lynn                                    |
| J.D. Morrison              | Joey Camen                            | Akio Ōtsuka                             |
| Urizen                     | Daniel Southworth                     | Shunsuke Sakuya                         |
| Vergil                     | Daniel Southworth                     | Hiroaki Hirata                          |
| Griffon                    | Brad Venable                          | Tomoyuki Shimura                        |
| Goliath                    | Joey Camen                            | Kenta Miyake                            |
| Malphas                    | Becky Boxer                           | Toa Yunikari                            |
| King Cerberus              | Paul StankoNicky ScorpioPatrick Seitz | Naomi KusumiTetsuo GotohTsuyoshi Kosama |

## Devil May Cry 5 Special Edition
È una versione arricchita del gioco disponibile in digitale il 10 novembre 2020 su console Xbox Series X/S e il 12 novembre su PlayStation 5. In questa edizione Vergil è un personaggio giocabile, è stata aggiunta la difficoltà cavaliere oscuro leggendaria e una modalità di gameplay Turbo (1,2 volte più veloce). Il giocatore può anche scegliere tra il set prestazione, se predilige un framerate più fluido, o risoluzione; il gioco dispone inoltre dei benefici del ray tracing.
| Ray Tracing attivo             | Ray Tracing spento              |
| ------------------------------ | ------------------------------- |
| - 4K e 30 fps - 1080p e 60 fps | - 4K e 60 fps - 1080p e 120 fps |

A posteriori il gioco verrà pubblicato anche in versione fisica.
Un DLC con Vergil giocabile è stato pubblicato per PS4, Xbox One, PC, il 15 dicembre 2020.

## Controversie
Nel settembre 2018 Capcom ha rimosso un video promozionale del gioco contenente il brano Subhuman del gruppo musicale Suicide Silence, inizialmente presentato come tema musicale di battaglia del personaggio di Dante. Dopo che i fan riportarono alla luce accuse di molestie verso una ragazza minorenne rivolte in passato al cantante della band (Eddie Hermida), Capcom ha preso le distanze dall'accaduto, dichiarando che non avrebbe più utilizzato il brano per i futuri video promozionali e prendendo in considerazione l'idea di rimuoverlo totalmente dal prodotto finale.

## Distribuzione
Il gioco è stato pubblicato a livello globale l'8 marzo 2019.

## Accoglienza
| Testata                        | Versione      | Giudizio |
| ------------------------------ | ------------- | -------- |
| Metacritic (media al 01/05/22) | PlayStation 5 | 89/100   |
| Metacritic (media al 01/05/22) | PlayStation 4 | 88/100   |
| Metacritic (media al 01/05/22) | Xbox Series   | 84/100   |
| Metacritic (media al 01/05/22) | Xbox One      | 87/100   |
| Metacritic (media al 01/05/22) | PC            | 89/100   |
| OpenCritic (media al 01/05/22) | varie         | 88/100   |
| Attack of the Fanboy           | Xbox One      | [ 16 ]   |

In data 27 aprile 2022, Capcom annuncia che Devil May Cry 5 ha venduto oltre 5 milioni di copie fisiche/digitali nel mondo.